# هوغتون كونكوست (بيدفوردشير)
هوغتون كونكوست (بالإنجليزية: Houghton Conquest)‏ هي قرية و أبرشية مدنية تقع في المملكة المتحدة في إنجلترا.

## أعلام
- ستيوارت سنكلير